# Староянбаевский сельсовет
Староянбаевский сельсовет — муниципальное образование в Балтачевском районе Башкортостана.

## История
Согласно «Закону о границах, статусе и административных центрах муниципальных образований в Республике Башкортостан» имеет статус сельского поселения.

## Население
| 2002 | 2009  | 2010  | 2012  | 2013  | 2014  | 2015 |
| ---- | ----- | ----- | ----- | ----- | ----- | ---- |
| 1289 | ↘1233 | ↘1123 | ↘1089 | ↘1061 | ↘1008 | ↘993 |
| 2016 | 2017  |       |       |       |       |      |
| ↘989 | ↘937  |       |       |       |       |      |

## Состав сельского поселения
| № | Населённый пункт  | Тип населённого пункта          | Население |
| - | ----------------- | ------------------------------- | --------- |
| 1 | Староянбаево      | деревня, административный центр | ↘325      |
| 2 | Уразаево          | деревня                         | ↘420      |
| 3 | Бигильдино        | деревня                         | ↘232      |
| 4 | Чукалы            | деревня                         | ↘119      |
| 5 | Старосултангулово | деревня                         | ↘25       |
| 6 | Новоянбаево       | деревня                         | ↘2        |
| 7 | Новосултангулово  | деревня                         | ↘0        |